# Caja Popular de Ahorros
La Caja Popular de Ahorros es una entidad financiera autárquica de Tucumán, Argentina, con sede en San Miguel de Tucumán. Se encarga de otorgar créditos, préstamos, realizar operaciones financieras y de servicios, cajas de seguridad, cobros de servicios, administrar tarjetas de débito y crédito, seguros y los juegos oficiales de azar en territorio provincial.

## Historia
La Caja Popular de Ahorros fue fundada el 13 de julio de 1915 en el mandato de Ernesto Padilla, como forma de paliar los efectos de la crisis generada por la Primera Guerra Mundial y otorgar créditos para viviendas a la población y fomentar el ahorro. Originalmente funcionaba en la intersección de calles 24 de septiembre y 25 de mayo, para luego trasladarse al ex edificio de la dirección general de rentas en calle Maipú. En 1939 se inauguró su actual edificio sede, de estilo art decó.
En 1941 se creó la Junta Permanente de Hogar Propio dependiente de la Caja Popular para construcción de viviendas obreras. En 1942 se inauguró el Hipódromo de Tucumán, y en 1959 el Casino de Tucumán, servicios dependientes de la institución financiera y que sus ingresos se destinan a ayudas sociales u obras.
En 1959 Tucumán se convirtió en la primera provincia argentina en legalizar y regular el juego de quiniela a través de la Caja Popular, sentando precedentes para su posterior legalización a nivel nacional. En 1992 la Caja creó el Telekino, un juego de azar de lotería que ganaría popularidad y alcance nacional al ser transmitido por Canal 9 y presentado por Silvio Soldán. En Tucumán, el juego fue reemplazado por el Tuqui 10 en 2023.

## Servicios administrados por la Caja Popular de Ahorros
- Casino de Tucumán
- Hipódromo de Tucumán

## Juegos administrados por la Caja Popular de Ahorros
- Tuqui 10
- Quiniela de Tucumán

## Sucursales
La Caja Popular de Ahorros cuenta con 27 sucursales, divididas en 21 dentro de Tucumán y 6 fuera del territorio provincial. Las sucursales presentes en la provincia son:
| Departamento          | Ciudad                | N.º de Sucursales |
| --------------------- | --------------------- | ----------------- |
| Burruyacú             | Burruyacú             | 1                 |
| Capital               | San Miguel de Tucumán | 4                 |
| Chicligasta           | Concepción            | 1                 |
| Cruz Alta             | Alderetes             | 1                 |
| Cruz Alta             | Banda del Río Salí    | 1                 |
| Famaillá              | Famaillá              | 1                 |
| Graneros              | Graneros              | 1                 |
| Juan Bautista Alberdi | Juan Bautista Alberdi | 1                 |
| La Cocha              | La Cocha              | 1                 |
| Leales                | Bella Vista           | 1                 |
| Lules                 | Lules                 | 1                 |
| Monteros              | Monteros              | 1                 |
| Río Chico             | Aguilares             | 1                 |
| Simoca                | Simoca                | 1                 |
| Tafí del Valle        | Tafí del Valle        | 1                 |
| Tafí del Valle        | Amaicha del Valle     | 1                 |
| Tafí Viejo            | Tafí Viejo            | 2                 |
| Trancas               | Trancas               | 1                 |
| Yerba Buena           | Yerba Buena           | 1                 |

En tanto, la Caja Popular de Ahorros posee sucursales fuera de Tucumán, en las siguientes ciudades:
- Ciudad Autónoma de Buenos Aires.
- Provincia de Córdoba: Ciudad de Córdoba.
- Provincia de Santa Fe: Rosario.
- Provincia de Salta: Salta.

Asimismo, la institución cuenta con 100 cajeros automáticos instalados en diversas partes del territorio tucumano.

## Patrocinios
- Atlético Tucumán (1994-1997), (2024-actualidad)
- San Martín de Tucumán (1987-1989), (1993-1996), (2022-actualidad)